# Артурс Кулда
Артурс Кулда (латис. Artūrs Kulda; 25 липня 1988, м. Лейпциг, НДР) — латвійський хокеїст, захисник. Виступає за «Салават Юлаєв» (Уфа) у Континентальній хокейній лізі. 
Вихованець хокейної школи «Призма» (Рига). Виступав за «Призма» (Рига), ЦСКА-2 (Москва), «Пітерборо Пітс» (ОХЛ), «Чикаго Вулвз» (АХЛ), «Атланта Трешерс», «Сент-Джонс АйсКетс» (АХЛ), «Вінніпег Джетс», «Сибір» (Новосибірськ).
В чемпіонатах НХЛ — 15 матчів (0+2)
У складі національної збірної Латвії учасник чемпіонатів світу 2010 і 2011 (6 матчів, 0+0). У складі молодіжної збірної Латвії учасник чемпіонатів світу 2006, 2007 (дивізіон I) і 2008 (дивізіон I). У складі юніорської збірної Латвії учасник чемпіонатів світу 2004 (дивізіон I), 2005 (дивізіон I) і 2006 (дивізіон I).
Досягнення
- Володар Кубка Колдера (2008).